# Kinofa
Kinofa byla první profesionální filmová společnost na území dnešní České republiky zabývající se výrobou filmů. Jejím zakladatelem, režisérem, kameramanem a prvním ředitelem se stal Antonín Pech.

## Historie
Uplynulo víc než deset let od prvních nesmělých filmových pokusů fotografa Jana Kříženeckého na Výstavě architektury a inženýrství, než se v českých zemích rozběhla první profesionální filmová výroba. Stalo se tak 1. května 1911, kdy světlo světa spatřila první filmová výrobna Kinofa. Jejím zakladatelem, režisérem, kameramanem a zároveň technickým a obchodním ředitelem byl českobudějovický fotograf a filmový nadšenec Antonín Pech, který již od roku 1908 provozoval v domě U čtrnácti pomocníků v pražské Ječné ulici kino Grand Biograph de Paris. Dva roky předtím, v roce 1906, stál za kamerou a na smíchovském nádraží nafilmoval záběry satanovy jízdy železnicí pro divadelní představení Satanův poslední výlet režiséra Antonína Vaverky. A v roce 1910 si nechal v novinách otisknout inzerát následujícího znění:
| „ | První pražská výrobna kinematografických obrazů A. PECH, Praha II, Riegrovo nábřeží č. 20, zhotovuje: kinematografické obrazy časové i scénované pro divadla odborná jakož i pro účely vědecké a reklamní. Diapozitivy a veškeré do kinematografického oboru spadající práce fotografické. Úplná zařízení pro kinematografy. Půjčovna obrazů. | “ |

Pechovy filmové aktivity se nakonec staly základem pro novou filmovou společnost Kinofa, jejíž vznik finančně podpořila celá řada význačných pražských obchodníků a průmyslníků (kavárník Josef Kejř; majitelé železářství bratři Vladimír a Ladislav Rottové; profesor české techniky Karel Novák a řada majitelů pražských kin). Ambice nově vzniklé společnosti byly vysoké. Vedle natáčení dokumentárních snímků – aktualit, přírodních snímků, reklamních a průmyslových filmů – bylo záměrem společnosti natáčet i hrané filmy. Pro svůj záměr přenést na filmové plátno historické události z českých dějin vstoupila společnost dokonce do jednání s ředitelstvím Národního divadla o možnosti zapůjčení kostýmů a rekvizit a uvolnění předních herců naší první scény pro jejich realizaci. Z těchto plánů nakonec sešlo. I přesto se v katalogu nové společnosti objevilo několik hraných snímků. Mezi jinými i komedie Jarní sen starého mládence (1910), Pět smyslů člověka (1913) nebo Zub za zub (1913), první český western s názvem Sokové (1911), filmové drama Pro peníze (1912) či primitivní pokus o „zvukový“ film Faust (1913). Po vzoru oblíbených francouzských grotesek Maxe Lindera natočil Antonín Pech jako režisér a kameraman sérii krátkých filmových veseloher, jejichž hlavním hrdinou byl mládenec Rudi v podání populárního herce, kabaretiéra a spisovatele Emila Artura Longena.
Avšak hlavním polem působnosti Kinofy a těžištěm jejích úspěchů se staly filmové aktuality a přírodní snímky, které zaznamenaly i první mezinárodní ohlasy a úspěchy pro českou kinematografii. Historicky prvním mezinárodně úspěšným českým filmem se stal přírodní snímek Svatojanské proudy (1910), který byl na I. mezinárodní fotografické a filmové výstavě ve Vídni oceněn Velkou výstavní zlatou medailí. Výrazného komerčního úspěchu doma i v zahraničí dosáhla společnost třídílnou filmovou reportáží zachycující VI. všesokolský slet v Praze roku 1912. Snímek byl prodán do šestadvaceti zemí světa, včetně Ameriky. K dalším výrazným úspěchům společnosti patří snímek Chov husí v Libuši u Prahy (1911) seznamující filmového diváka podrobně s problematikou chovu hus nebo první populárně-naučný snímek Život zabité žáby (1911) zachycující pokusy s nervovými vlákny mrtvé žáby.
Společnost Kinofa svou filmovou činnost ukončila finančním krachem na počátku roku 1914. Důvodem krachu byly vysoké náklady na filmovou výrobu, obchodní neúspěch hraných snímků a nedostatek financí. Ještě téhož roku, ale již na pozadí válečných událostí, vznikla nová filmová společnost Lucernafilm, jejímž základem se stal inventář, provozovny a část filmového katalogu zkrachovalé Kinofy. Jejím zakladatelem byl pražský stavitel Václav Havel.

## Seznam vyrobených filmů
Za dobu své krátké existence natočila Kinofa přes dvě stě filmů – dokumentárních i hraných – z nichž valná část se do dnešních dnů nedochovala.

### Hraná tvorba
- Hubička (1911) – česká němá filmová komedie z roku 1911 natočená v Bufkově ateliéru v Lucerně. Vzhledem k tomu, že se dochovala o tomto filmu jediná zmínka v inventární a půjčovenské knize společnosti Kinofa, není znám ani obsah filmu či herecké obsazení. Kameramanem filmu byl Antonín Pech.
- Ponrepovo kouzelnictví (1911)
- Rudi na křtinách (1911)
- Rudi na záletech (1911)
- Rudi se žení (1911)
- Rudi sportsman (1911)
- Sokové (1911)
- Pro peníze (1912)
- Faust (1913)
- Pět smyslů člověka (1913)
- Zub za zub (1913)

### Filmové aktuality a dokumentární tvorba
- Svatojanské proudy (1910)
- Dámské kalhoty (1911)
- Fotbalový zápas Eastbourne F. C. versus Slavia (1911)
- Chov husí v Libuši u Prahy (1911)
- Kejřůj mlýn v Hloubětíně (1911)
- Život zabité žáby (1911)
- Český yachtklub na Sázavě (1912)
- Slavnost odhalení pomníku 1. července 1912 (1912)
- Šestý všesokolský slet v Praze 1912 (1912)
- Expressní vlak do Nizzy (1913)